# 哈薩克體育宮
哈薩克體育宮是一座位於哈薩克斯坦努尔-苏丹的室內體育館。體育館可以容納5,532人。

## 外部連結
维基共享资源上的相關多媒體資源：哈薩克體育宮
- 官方網站
- Kazakhstan Sports Palace on the Google Maps（页面存档备份，存于）

51°09′20.61″N 71°27′55.01″E / 51.1557250°N 71.4652806°E